# Aleksandar Atanasijević
Aleksandar Atanasijević (em sérvio:  Александар Атанасијевић, Belgrado, 4 de setembro de 1991) é um jogador de voleibol indoor sérvio que atua na posição de oposto.

## Carreira

### Clube
A carreira profissional de Atanasijević começou no Partizan Belgrade, clube de seu país natal, onde jogou da temporada 2007-08 a 2010-11, conquistando o título nacional no segundo ano. Na temporada 2011-12 jogou pela primeira vez no exterior, na PlusLiga, após assinar com o PGE Skra Bełchatów, onde permaneceu por duas temporadas e conquistou uma Copa da Polônia e uma Supercopa Polonesa.
Na temporada 2013-14 foi contratado pelo Sir Safety Perugia, na Série A1 Italiana. Permaneceu ligado ao time por oito anos, conquistando três Supercopas Italiana, duas Copas da Itália e o Campeonato Italiano de 2017-18, embelezando suas atuações com vários prêmios individuais, inclusive como MVP. Na temporada 2021-22 voltou a disputar o campeonato polonês pelo PGE Skra Bełchatów.

### Seleção
Atanasijević sempre se destacou desde as categorias de base da Sérvia. A medida que foi subindo de categoria e se desenvolvendo, Atanasijević foi apontado como substituto na posição de oposto, da maior lenda do voleibol sérvio, o campeão olímpico pela Iugoslávia Ivan Miljković.
Nas categorias de base conquistou em 2009 o Campeonato Mundial Sub-19 onde foi eleito o MVP da competição. No mesmo ano conquistou a medalha de prata no Campeonato Europeu Sub-19 onde foi eleito como melhor oposto. No ano seguinte ganhou a medalha de bronze no Campeonato Europeu Sub-21 sendo agraciado com o prêmio de melhor oposto. Em 2011 ganhou o bronze no Campeonato Mundial Sub-21 onde ganhou o título de maior pontuador. Em 2013 foi vice-campeão do Campeonato Mundial Sub-23 onde venceu o levou o prêmio de melhor oposto da competição.
Estreou-se na seleção adulta em 2011, conquistando o ouro no campeonato europeu. Um ano depois, participou dos Jogos Olímpicos de Londres e, em 2013, conquistou a medalha de bronze no campeonato europeu.
Em 2015 foi vice-campeão da Liga Mundial após perder a disputa do título para a seleção francesa. Em 2019 conquistou seu segundo título europeu ao vencer o Campeonato Europeu derrotando a seleção eslovena por 3 sets a 1.

## Títulos
Partizan Belgrade
- Campeonato Sérvio: 2010-11

PGE Skra Bełchatów
- Copa da Polônia: 2011-12

- Supercopa Polonesa: 2012

 Sir Safety Perugia
- Campeonato Italiano: 2017-18

- Copa da Itália: 2017-18, 2018-19

- Supercopa Italiana: 2017, 2019, 2020

Shanghai Bright
- Campeonato Chinês: 2023-24

Olympiacos Pireu
- Copa da Liga Grega: 2024-25
- Supercopa Grega: 2024
- Copa da Grécia: 2024-25

## Clubes
| Anos      | Clube              |
| --------- | ------------------ |
| 2009–2011 | Partizan Belgrade  |
| 2011–2013 | PGE Skra Bełchatów |
| 2013–2021 | Sir Safety Perugia |
| 2021–2023 | PGE Skra Bełchatów |
| 2023–2024 | Shanghai Bright    |
| 2024–     | Olympiacos Pireu   |